# Bissiga (Kombissiri)
Pour les articles homonymes, voir Bissiga.
Bissiga est une commune rurale située dans le département de Kombissiri de la province du Bazèga dans la région Centre-Sud au Burkina Faso.

## Santé et éducation
Le centre de soins le plus proche de Bissiga est le centre médical avec antenne chirurgical ainsi que le centre de santé et de promotion sociale (CSPS) de Kombissiri.